# Ferdinando Raffaelli
Ferdinando Raffaelli (Roma, 29 gennaio 1899 – gennaio 1981) è stato un generale italiano di squadra aerea.

## Biografia
Frequentò la Scuola allievi ufficiali del Genio di Roma (Scuola del genio dell'Esercito Italiano) uscendone come sottotenente nell'agosto del 1922. 
Nel 1926 transita nella Regia Aeronautica diventando pilota militare nel gennaio 1927. Comandò la 2ª Squadriglia osservazione aerea fra il 1929 ed il 1930 per poi comandare nel 1936 il XXVI Gruppo, il 21º Stormo bombardamento terrestre durante la Guerra civile spagnola con il nome di copertura di Umberto Marelli ed il 9º Stormo in seguito. Allo scoppio della Seconda guerra mondiale, con il grado di colonnello, comandò l'Ufficio operazioni dello Stato Maggiore Generale fino al luglio 1941, quando passò con il grado di Generale di Brigata Aerea al comando del settore Aeronautica della Libia - Est.
Dal marzo 1942 fino all'armistizio di Cassibile diresse il 5º Reparto (studi tecnico-militari) dello Stato Maggiore della Regia Aeronautica. In tale posizione sviluppò dapprima l'idea di un bombardiere telecomandato (ARP = aereo radio pilotato) su SM 79 e poi commissionò alla Società Lombarda di Cantù un apparecchio appositamente progettato dall'ing Sergio Stefanutti. Tale apparecchio, un monoplano di caratteristiche costruttive più economiche e semplici denominato AR4.
Presentatosi al comando della 1ª Zona Aerea Territoriale (Z.A.T.) alla fine della Guerra di liberazione italiana, diventa comandante della 2ª Z.A.T. dal 22 settembre 1945 al 1º settembre 1948, quando viene nominato Sottocapo di Stato Maggiore dell'Aeronautica. 
Dal 31 dicembre 1950 viene promosso per merito di guerra a Generale di Squadra Aerea.
Dal 1º aprile 1951 viene nominato Ispettore delle Forze Aeree e comandante generale della Difesa Aerea Territoriale (D.A.T.).
È stato insignito di due medaglie d’argento e di una di bronzo al valor militare, oltre che di una medaglia d’argento al valore aeronautico.
Dal 10 novembre 1954 al 1º febbraio 1958 è stato Capo di stato maggiore dell'Aeronautica.